# شهرک فرشته جنوبی
شهرک فرشتهٔ جنوبی یکی از شهرک‌های نوبنیاد شهر تبریز است که در حوزهٔ استحفاظی شهرداری منطقهٔ ۵ این شهر قرار گرفته‌است. این شهرک در کنار مجتمع تفریحی و تجاری لاله پارک واقع شده است و جز مناطق  بالا شهر تبریز است.